# Stazione di Sini
La stazione di Sini fu una fermata ferroviaria al servizio del comune omonimo, ma situata nel territorio municipale di Gonnosnò, posta lungo la ferrovia Villamar-Ales.

## Storia
La fermata fu istituita dalla Ferrovie Complementari della Sardegna il 10 dicembre 1921, venendo attivata il successivo 1º gennaio 1922.
Nel corso della sua attività l'impianto alle porte di Sini fu attivo esclusivamente per il servizio viaggiatori, caratteristica che mantenne sino al 5 settembre 1956, data di chiusura all'esercizio della Villacidro-Ales e di conseguenza della fermata, successivamente disarmata e abbandonata.

## Strutture e impianti
La fermata fu realizzata a ridosso della odierna strada provinciale 42 a poco più di un chilometro dal nucleo urbano di Sini. Dal punto di vista ferroviario era configurata come una semplice fermata passante in linea, dotata del solo binario di corsa, avente scartamento da 950 mm. L'impianto era inoltre dotato di un piccolo fabbricato viaggiatori, realizzato su un unico piano.

## Movimento
Negli anni di attività ferroviaria lo scalo fu servito dalle relazioni passeggeri della Ferrovie Complementari della Sardegna.

## Servizi
La fermata durante l'esercizio ferroviario era dotata di una sala d'attesa, ospitata nel fabbricato viaggiatori.
- Sala d'attesa